# Catherine Howard
Catherine Howard (født ca. 1521 – død den 13. februar 1542) var den femte af Henrik 8. af Englands hustruer og han kaldte hende ”sin rose uden torne”. Catherine Howard var kusine til Henriks anden hustru Anne Boleyn og i februar 1542 blev hun henrettet, ligesom Anne, for utroskab på Tower of London.

## Begyndelsen
Catherine Howard blev formentlig født i Wingate, County Durham, hvor hun var datter af Edmund Howard og Joyce Culpeper og den yngste af deres seks børn. Det vides ikke med sikkerhed, hvornår hun præcis blev født, men man mener, at det var mellem 1520 og 1525 . Hun var Elizabeth Boleyns niece og dermed i familie med Mary Boleyn, Anne Boleyn og George Boleyn og barnebarn af Hertugen af Norfolk og havde dermed en aristokratisk baggrund.
Kort efter hendes mors død blev den unge Catherine sendt hen for at leve hos sin bedstemor, Agnes Tilney, der var enke og hertuginde af Norfolk . På Lambeth havde Hertuginden af Norfolk en stor husholdning og derudover havde hun en del myndlinge, som regel børn af fattige slægtninge der ikke havde råd til at forsørge deres familier. Mange sendte deres børn ud for at blive undervist og uddannet i aristokratiske husstande, hvilket var almindeligt blandt de europæiske adelige, men tilsyn på Lambeth var dårligt da hertuginden ofte opholdte sig ved hoffet og var meget lidt interesseret i opdragelsen og uddannelsen af sine myndlinge og de unge kvinder i hendes varetægt .
Derfor var Catherine ikke så godt uddannet som andre af Henriks andre hustruer, selvom hendes evne til at læse og skrive var imponerende nok for den tid. Den afslappede opvækst i hertugindens husholdning førte til at Catherines musiklærer, Henry Mannox, begyndte et seksuelt forhold til hende omkring 1536, da hun var omkring 15 år. Da hun blev dronning blev Mannox udnævnt som musiker i hendes husstand. Mannox og Catherine tilstod senere deres utroskab ved at have haft seksuel kontakt uden samleje: ”Ved smiger og overtalelser af Mannox, som kun en ung pige kan, lod jeg ham på diverse tidspunkter udforske og røre hemmelige dele af min krop, hvilket jeg ikke skulle have tilladt ham at gøre...” sagde hun under tilståelsen .
Denne affære endte i 1538, da Catherine blev forelsket i en anden mand i hertugindens tjeneste, Francis Dereham. De blev kærester og kaldte hinanden for: ”mand” og ”kone”, og Dereham overlod også Catherine forskellige opgaver, såsom at opbevare sine penge, når han var væk på forretningsrejse. Mange af Catherines bofæller blandt hertugindens hofdamer kendte til deres affære, der angiveligt ophørte i 1539, da hertuginden fik færten af sagen.

## Hoffet
Catherines onkel sørgede for, at hun fik en plads ved kong Henrik 8. af Englands hof. Som en ung og attraktiv hofdame hos Henriks daværende tyske dronning, Anne af Kleve, fik Henrik hurtig øje på Catherine da han havde ringe interesse for sin nye dronning.
Catherine familie tvivlede på, at den unge kvinde var moden og intelligent nok til at håndtere det ansvar det var at blive kongens elskerinde, da hun kun havde opholdt sig ved hoffet et par måneder og derudover kun havde modtaget en minimal uddannelse og ikke var specielt kvik, men andre faktorer spillede ind. Mindet om Anne Boleyns henrettelse for utroskab havde hæmmet Howardfamilien (en familie der var stolt af deres adelige slægt), men nu begyndte Howardfamilien at se Catherine som en potentiel mulighed for at få magten tilbage i England. Da kongens interesse for Catherine voksede, begyndte Howard familiens indflydelse at stige og inden der var gået længe efter hendes ankomst til hoffet skænkede Henrik hende gaver i form af ejendomme, jord og dyre kjoler .

### Ægteskab
Henriks ægteskab med Anne af Kleves blev annulleret den 9. juli 1540 og blot tre uger efter annulleringen, i juli 1540, giftede kongen sig med Catherine. Dette afspejlede Henriks livslange mål om at sikre tronen til Tudorslægten og få sunde, legitime sønner. Han havde kun formået at få én legitim søn, Edward, og kongen, der nærmede sig de 50 og var overvægtig, havde mistet den store folkelige opbakning han havde haft under krigen mod Frankrig og den engelske reformation . Tilstedeværelsen af en ung og tilsyneladende dydig kone i sit liv bragte ham derfor stor glæde og hendes motto:” Ingen anden vilje end hans” smigrede ham, der var en skrantende mand tre årtier ældre end hun, og Henrik kaldte hende derfor: ”Sin rose uden torne” .
På trods af sin nyerhvervede rigdom og magt fandt Catherine dog sit ægteskab utiltalende. Hun fandt sin mands overvægt frastødende, han vejede omkring 150 kg på det tidspunkt og havde et ildelugtende, betændt sår på sit lår, der måtte tømmes dagligt. Tidligt i 1541 begyndte hun en affære med Henriks hofmand, Thomas Culpeper, som hun oprindelig havde forelsket sig i ved sin ankomst til hoffet to år tidligere. Parrets møder blev arrangeret af en af Catherines ældre hofdamer, Lady Rochford der var enke efter Catherines fætter George Boleyn (bror til Anne Boleyn og Mary Boleyn).
Henrik og Catherine rejste sammen rundt i England i sommeren 1541 og alle holdt udkig efter tegn på graviditet (hvilket ville have ført til en kroning) der tydede på, at ægteparret var seksuelt aktive med hinanden. Men Catherines tjenestefolk, der havde været vidne til hendes affære med Lambeth, begyndte at bede hende om tjeneste, og hun prøvede derfor at købe deres tavshed og udnævnte dermed mange af dem til hendes husstand. 

### Fald
I slutningen af 1541 blev Catherines affære kendt efter John Lascelles, en protestantisk reformator, søster, Mary Hall, en af hertugindens hofdamer, fortalte hvad hun havde været vidne til mens Catherine havde boet under samme tag som hende. Lascelles videregav disse oplysningerne til Thomas Cranmer og som ærkebiskop af Canterbury og kong Henriks nærmeste rådgivere, var Cranmer klar over, at disse rygter om Dereham og Catherine, ville ødelægge det kongelige ægteskab, og bringe ham selv i fare.
Derfor modtog Henrik 8. et brev med anklagerne mod hans hustru den 2. november 1541 under en højtid for Alle sjæles dag. Henrik nægtede i første omgang at tro disse påstande og mente at brevet var falsk, men anmodede alligevel Cranmer om at undersøge sagen. Inden for et par dage var der fundet beviser, herunder tilståelser fra Dereham og Culpeper efter at de blev torteret i Tower of London, men det afgørende bevis fandt de hos dronning Catherine, der havde gemt en kærlighedserklæring til Culpepper i sin karakteristiske håndskrift. Brevet kan den dag i dag stadig ses .
Catherine blev anklaget for forræderi, men hun tilstod aldrig sit utroskab. Hun indrømmede dog, at hendes adfærd før sit ægteskab havde været upassende for en dame af hendes rang, endsige en kommende dronning af England.
Hun blevet beordret holdt på sine værelser i Hampton Court mens undersøgelserne fandt sted, kun med selskab af Lady Rochford. Hendes bønner om at måtte se Henrik blev ignoreret og Cranmer afhørte hende om anklagerne. Selv den stålsatte Cranmer fandt Catherines heftige og usammenhængende stammen ynkværdig og udtalte: ”Jeg fandt hende i en sådan oprørthed og tungsind, som jeg aldrig har set nogen skabninger før, at det ville have pint enhver mands hjerte at have set på hende” . Han beordrede vagterne til at fjerne genstande, som hun kunne bruge til at begå selvmord med.
Hvis Catherine havde tilstået at have indgået en førægteskabelig kontakt mellem hende og Dereham ville hun været blevet forvist fra hoffet – fattig og sendt i eksil, men i sidste ende ville hun have undgået samme skæbne som Anne Boleyn. Men hun blev standhaftigt ved med at benægte at have indgået sådan en kontakt og påstod at Dereham havde voldtaget hende .

### Fængsling og henrettelse
Catherine blev frataget sin titel som dronning den 23. november og fængslet i Syon Abbey, Middlesex, i vinteren 1541. Culpeper og Dereham blev henrettet ved Tyburn den 10. december 1541 ved halshugning. Dereham blev trukket af heste til henrettelsespladsen hvor han blev hængt og parteret for sin forræderiske adfærd. Som det var sædvane i domme for højforræderi, blev deres hoveder placeret på pæle ved London Bridge til gru og afskrækkelse for andre. Henry Manox, Catherines musiklærer, som også havde deltaget i utugten mod hende, undgik af uvisse grunde at blive tiltalt i sagen. Også Catherines slægtninge blev holdt indespærret i Tower med undtagelse af hendes onkel Thomas, hertug af Norfolk, der, præcis som Manox, havde klaret frisag for skandalen. Alle fangerne fik en retssag, hvor de blev fundet skyldig i at skjule forræderi og idømt livsvarigt fængsel og mistede desuden deres gods. Med tiden blev de dog frigivet og genvandt noget af deres tabte rigdomme.
Catherine selv forblev i husarrest indtil parlamentet, den 21. januar 1542, havde vedtaget en lov der gjorde, at forræderi skulle straffes med døden for en dronning, der undlod at afsløre sin seksuelle historie for kongen inden 20 dage efter indgåelsen af kongeligt ægteskab . Dette løste spørgsmålet om Catherines formodede ægteskabskontakt og gjorde hende skyldig, og hun blev bragt til Tower of London den 10. februar 1542 og hendes henrettelse blev fastsat til klokken 07:00 den 13. februar.
Natten før hendes henrettelse siges det, at Catherine skulle have tilbragt med at øve, hvordan hun skulle lægge hovedet på blokken . Hun behøvede assistance for at kunne bestige skafottet og hun holdt en tale, der beskrev hendes straf som: ”retfærdigt og velfortjent”  og bad om nåde for sin familie og om at man ville bede for hendes sjæl. Rygterne fortæller, at hendes sidste ord skulle være: ”Jeg dør som dronning, men jeg ville hellere være død som Culpepers hustru” . Det er dog uvist om dette er sandt, eller blot var et forsøg på at give Catherines historie spænding. Hun blev halshugget med ét slag og hendes krop begravet i de ukendtes grav i det nærliggende kapel i St. Peter ad Vincula, som også var Anne Boleyns sidste hvilested. 
Catherine krop var ikke en af dem der blev identificeret under restaureringer af kapellet i Victorias regeringstid, men hun er mindet på en mindeplade på den vestlige væg dedikeret til alle dem, der døde i Tower.
Frans 1. af Frankrig skrev et brev til Henrik efter nyheden om Catherine død, hvor han beklager den ”uanstændige og frække opførsel af en dronning” og rådgav ham om at ”letheden ved kvinder ikke kan ødelægge mænds ære” .